# Otumfuo Nana Osei Tutu II
(Otumfuo) Osei Tutu II, geboren als Nana Barima Kwaku Duah (Kumasi, 6 mei 1950), is sinds 26 april 1999 de 16e koning van de Ashanti in Ghana. Hij is een directe opvolger van de 17e-eeuwse stichter van het Ashanti-rijk, Otumfuo Osei Tutu I.

## Biografie

### Vroege leven
Hij werd geboren als Nana Barima Kwaku Duah, en is de derde zoon en jongste van de vijf kinderen (drie zonen en twee dochters) van Nana Afia Kobi Serwaa Ampem II. Zijn vader Nana Kwame Boakye-Dankwa kwam uit Kantinkyere en was hertog van Brehyia.
Toen hij ongeveer vijf jaar oud was, verhuisde hij naar de koninklijke huishouding van zijn oom, Oheneba Mensah Bonsu, waar hij voorbereid werd op zijn toekomstige rol.

### Opleiding
Na zijn basis- en middelbare opleiding studeerde hij accountancy aan het instituut voor beroepsstudies, de latere University of Professional Studies in Accra. Daarna studeerde hij aan de Polytechnic of North London (nu London Metropolitan University) en slaagde er in management en administratie. Hij kreeg op 11 januari 2006 een eredoctoraat van de universiteit tijdens een ceremonie in het Barbican Center.

### Persoonlijke carrière
Tussen 1981 en 1985 was hij senior consultant bij de Mutual of Omaha Insurance Company in Toronto, Canada.
Hij keerde in 1985 terug naar Londen en werd personeelsfunctionaris bij het HPCC Stonebridge Bus Garage Project, in het district Brent. Vervolgens richtte hij zijn eigen bedrijf op in hypotheekfinanciering, Primoda Financial Services Limited. Hij was kanselier op de Kwame Nkrumah University of Science and Technology (KNUST).
In 1989 keerde hij terug naar zijn geboorteland, waar hij het transportbedrijf Transpomech International (Ghana) Limited startte.

## Ashanti-koning (1999-heden)

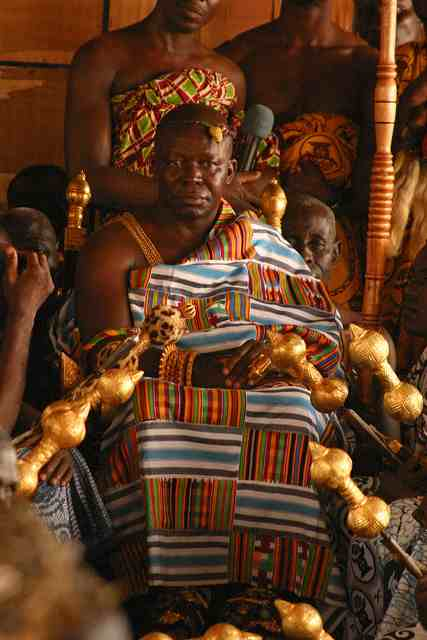
Osei Tutu II in 2005

Op 26 april 1999 werd hij ingewijd tot de 16e koning van de Ashanti. Hij is een directe opvolger van de 17e-eeuwse stichter van het Ashanti-rijk, Otumfuo Osei Tutu I. Hij woont in het Manhyia-paleis in Kumasi, de hoofdstad van de Ashanti-regio.
In februari 2020 ontving hij als eerste de Pillar of Peace Award, als waardering voor het herstellen van de vrede, na een periode van bijna twee decennia, in het koninkrijk Dagbon. Hij is Grootbeschermheer van de Grootloge van Ghana en de zwaarddrager van de Verenigde Grootloge van Engeland.

### Diplomatieke betrekkingen met Suriname
Medio jaren 2010 verstevigden Ghana en Suriname hun onderlinge diplomatieke betrekkingen. In 2018 bracht Osei Tutu-II een staatsbezoek aan Suriname en woonde hij de Onafhankelijkheidsviering bij. Tussen Suriname en Ghana zijn er historische banden, omdat veel voorouders in Ghana tot slaaf werden gemaakt. Doordat de marrons zich in Suriname aan de slavernij wisten te onttrekken, hebben ze veel van de Ghanese tradities, rituelen en gewoonten van generatie op generatie bewaard. De koning werd groots onthaald in Paramaribo en Brokopondo. Tijdens zijn verblijf werd de leerstoel Suriname en Ghana geïnstalleerd aan de Anton de Kom Universiteit van Suriname en ontving hij de hoogste onderscheiding, het Grootlint in de Ere-Orde van de Gele Ster. In augustus 2019 werd de Surinaamse ambassade in Accra gevestigd, met Natasha Halfhuid als eerste ambassadeur. Ghana heeft een niet-residerende ambassadeur in Brasilia.